# ویلهلم کارلبرگ
ویلهلم کارلبرگ (به سوئدی: Vilhelm Carlberg) ورزشکار مرد رشتهٔ ورزش تیراندازی اهل کشور سوئد است. وی در بین سال‌های ‎۱۹۰۸ تا ۱۹۲۴ میلادی در مسابقات بازی‌های المپیک تابستانی در مجموع ۷ مدال، شامل ۳ مدال طلا و ۴ نقره را کسب کرد.